# Cynoglossum castellanum
Cynoglossum castellanum är en strävbladig växtart som beskrevs av Carlos Pau. Cynoglossum castellanum ingår i släktet hundtungor, och familjen strävbladiga växter. Inga underarter finns listade i Catalogue of Life.